# Štrekelj
Štrekelj je priimek več znanih Slovencev:
- Alojzij Štrekelj (1857—1939), kmetijski strokovnjak, enolog in politik
- Anton Štrekelj (1878—1970), grafični delavec
- Anton Štrekelj (1875—1943), kmetijski strokovnjak, publicist in pedagog
- Danilo Štrekelj, starojugoslovanski konzul v Johannesburgu
- Dušan Štrekelj (1910—2000), poštni uslužbenec v Trstu, prevajalec
- Ivan Štrekelj (1916—1975), kipar
- Josip Štrekelj (1868—1955), sadjar in vrtnar
- Karel Štrekelj (1859—1912), jezikoslovec, publicist in etnolog
- Ljudmila Štrekelj (por. Strmšek) (—), prva slovenska doktorica zgodovina (na univ. Gradec 1918)
- Lucija Štrekelj - Lucy, glasbenica, pevka